# Jumellea densifoliata
Jumellea densifoliata är en orkidéart som beskrevs av Karlheinz Senghas. Jumellea densifoliata ingår i släktet Jumellea och familjen orkidéer. Inga underarter finns listade i Catalogue of Life.